# Audrey Mittelheisser
Audrey Mittelheisser (nacida como Audrey Fontaine, Rennes, 24 de marzo de 1992) es una deportista francesa que compitió en bádminton, en la modalidad de dobles mixto.
Ganó una medalla de plata en los Juegos Europeos de Bakú 2015 y una medalla de bronce en el Campeonato Europeo de Bádminton de 2017.

## Palmarés internacional
| Juegos Europeos    | Juegos Europeos     | Juegos Europeos   | Juegos Europeos |
| Año                | Lugar               | Medalla           | Prueba          |
| ------------------ | ------------------- | ----------------- | --------------- |
| 2015               | Bakú (Azerbaiyán)   | Medalla de plata  | Dobles mixto    |
| Campeonato Europeo |                     |                   |                 |
| Año                | Lugar               | Medalla           | Prueba          |
| 2017               | Kolding (Dinamarca) | Medalla de bronce | Dobles mixto    |